# Eliza Bennett
Eliza Hope Bennett (ur. 17 marca 1992 w Reading) – angielska aktorka.

## Kariera
Grać zaczęła jako mała dziewczynka – w przedstawieniach szkolnych. Aktorstwo spodobało się jej bardzo, więc poprosiła rodziców o zapisanie do Sylvia Young Theatre School. Wkrótce potem miała już własnego agenta. Na dużym ekranie zadebiutowała w filmie Książę i ja jako Księżniczka Arabella. Rozgłos przyniosła jej rola Tory w fimie Niania.
Najlepiej znana z roli Meggie Folchart w filmowej adaptacji powieści niemieckiej pisarki, Cornelii Funke – Atramentowe serce.

## Filmografia
- F (F lub The Expelled, 2010) jako Kate Anderson
- Książę i ja (The Prince & Me, 2004) jako Księżniczka Arabella
- Niania (Nanny McPhee, 2005) jako Tora
- Supernova (2005) jako Carol Anderson (serial)
- Dom niespokojnej starości (Marple: By the Pricking of My Thumbs, 2006) jako Nora Johnson
- Zamachowiec (The Contractor, 2007) jako Emily
- Atramentowe serce (Inkheart, 2008) jako Meggie Folchart
- From Time to Time jako Susan